# GJ 699 b
Barnard b (zwana także GJ 699 b) – egzoplaneta krążąca wokół Gwiazdy Barnarda, czerwonego karła o typie widmowym M4V. Gwiazda macierzysta znajduje się w gwiazdozbiorze Wężownika i jest najbliższą Słońcu gwiazdą pojedynczą, oddaloną o 6 lat świetlnych. 

## Odkrycie
Sygnał przypisywany planecie został odkryty metodą pomiaru prędkości radialnej z wykorzystaniem spektrografu ESPRESSO zainstalowanego na Very Large Telescope. Odkrycie planety zostało ogłoszone 1 października 2024 roku, po 5 latach obserwacji teleskopu.

## Charakterystyka
Barnard b to mała planeta skalista, o masie minimalnej około 0,37 M🜨. W chwili odkrycia była to jedna z niewielu odkrytych egzoplanet mniejszych niż Ziemia. Okrąża Gwiazdę Barnarda w okresie 3,15 doby, w średniej odległości 0,023 au, po orbicie o mimośrodzie nie większym niż 0,16. Krąży poza ekosferą i dociera do niej prawie siedmiokrotnie większy strumień promieniowania, niż ze Słońca do Ziemi.
Badacze wykryli także trzy inne sygnały mogące pochodzić od innych planet mniejszych od Ziemi, również krążących bliżej gwiazdy niż ekosfera.

## Kandydatka z 2018 roku

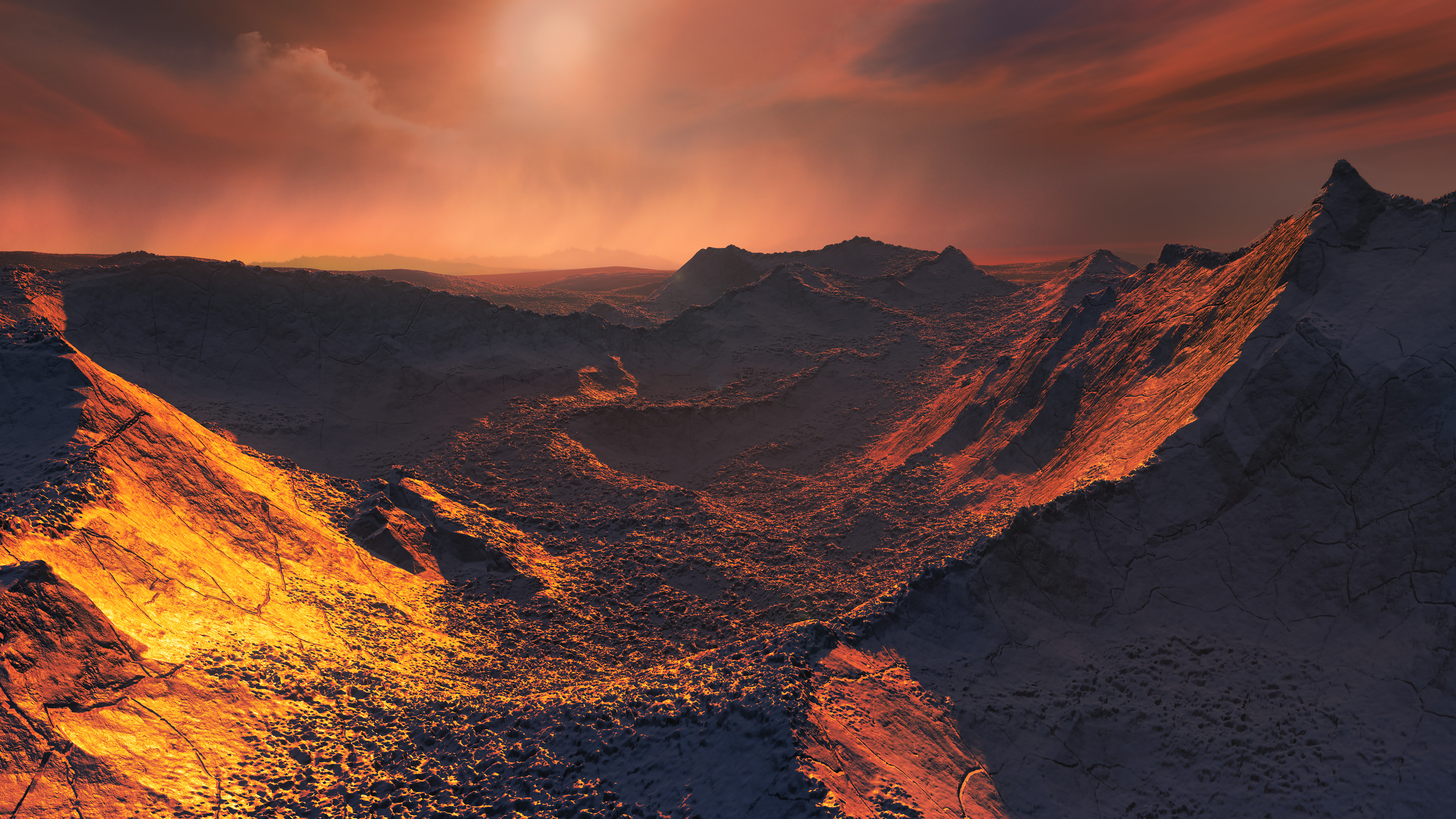
Wizja artystyczna hipotetycznej planety.

To samo oznaczenie nosiła domniemana planeta, której odkrycie ogłoszono w 2018 roku. Na podstawie danych spektroskopu HARPS scharakteryzowano obiekt GJ 699 b jako planetę skalistą typu superziemia o masie około 3,23 M🜨 oraz promieniu około 1,37 R🜨. Miała ona okrążać swoją gwiazdę w średniej odległości 0,404 au, po silnie ekscentrycznej orbicie o mimośrodzie około 0,32. Na takiej orbicie otrzymywałaby od swojej gwiazdy zaledwie 2% energii, jaką otrzymuje Ziemia od Słońca. W związku z położeniem blisko tzw. linii śniegu obliczona temperatura jej powierzchni to około 105 K (−168,15 °C).
W 2021 roku ukazała się praca podająca w wątpliwość istnienie tej planety – sygnał przypisywany planecie może być związany z aktywnością magnetyczną samej gwiazdy. Późniejsza publikacja innego zespołu badaczy z 2022 roku wykazała, że wykryty sygnał istotnie jest artefaktem, który można wytłumaczyć splotem aktywności gwiazdy i próbkowania sygnału. Dalsze badania wykluczyły jej istnienie.